# Madhyamgram
 (juin 2021).
Madhyamgram, en hindi : मध्यमग्राम, est une ville du  district de North 24 Parganas, dans l'État du Bengale-Occidental, en Inde. Selon le recensement de l'Inde de 2011, elle compte une population de 196 127 habitants.